# Олёкминский Становик (нагорье)
Олёкминский Станови́к — нагорье в восточной части Забайкальского края России, в бассейне рек Олёкма и Шилка.
В состав нагорья входит группа хребтов (Муройский, Хорьковый, Тунгирский, Олёкминский Становик, Черомный, Западный Люндор и Урушинский) и межгорных впадин (Верхнеолёкминская, Тунгирская, Ненюгинская). Общая протяжённость нагорья составляет чуть более 500 км. Преобладающие высоты — от 1000 до 1500 м, максимальная — 1908 м (голец Кропоткина).
Нагорье сложено главным образом гранитами. Склоны покрыты лиственничными лесами, которые после высоты 1200 м сменяются предгольцовым редколесьем. Вершины более 1500 м заняты гольцами. На днищах речных долин — ерники и мари.